# Oregon

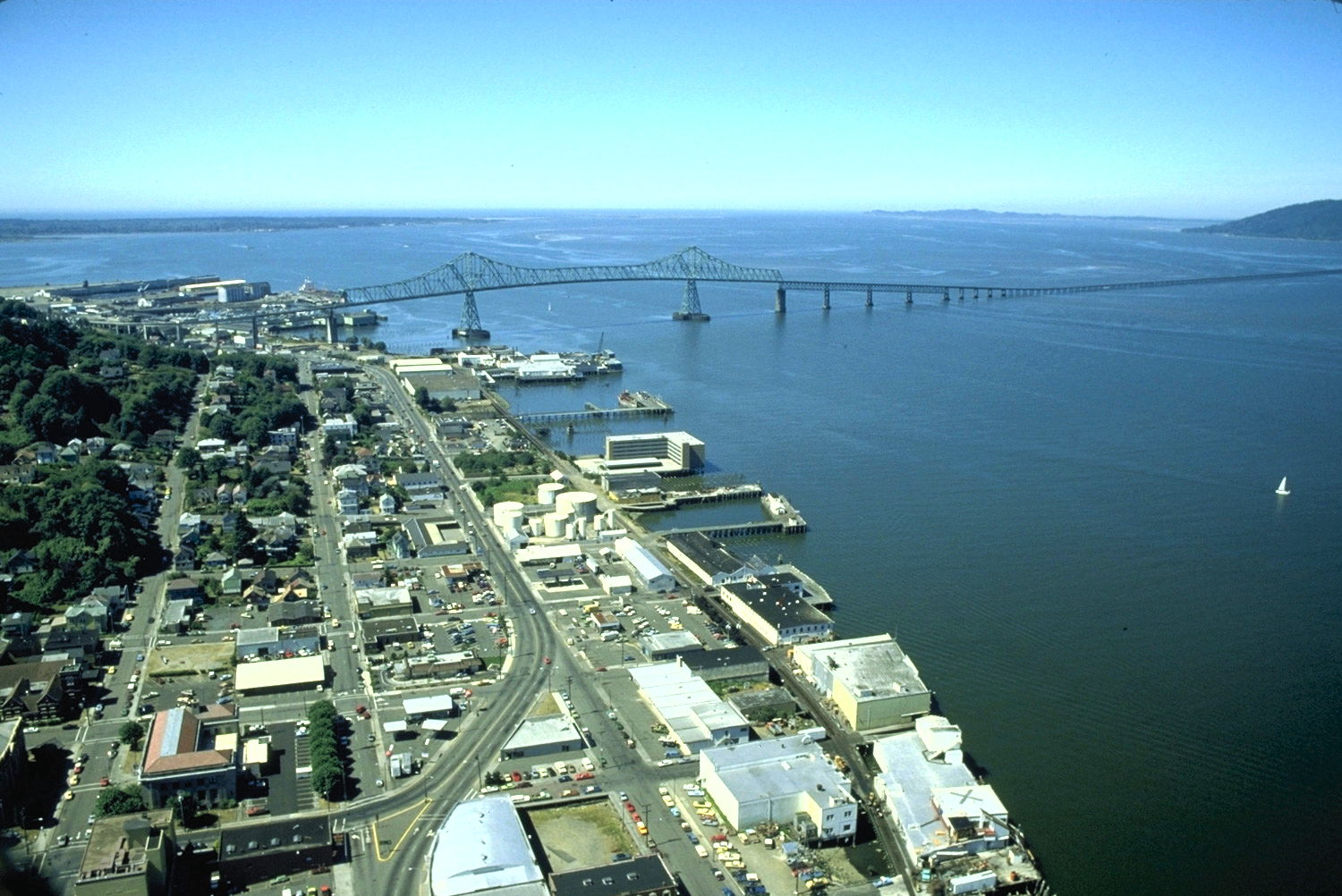
Bei Astoria mündet der Columbia in den Pazifik

Oregon (englische Aussprache [ˈɔrɪɡən] ⓘ) ist ein Bundesstaat der Vereinigten Staaten von Amerika. Er liegt im Nordwesten der Vereinigten Staaten in der Region Pazifischer Nordwesten und wurde im Jahr 1859 als 33. Bundesstaat aufgenommen.
Flächenmäßig ist Oregon der neuntgrößte Bundesstaat, mit einer Bevölkerung von knapp über 4,2 Millionen (2020) liegt er unter den Bundesstaaten hingegen nur an 27. Stelle. Ein Großteil der Bevölkerung konzentriert sich im Willamette Valley im Nordwesten des Staates. Dort liegen mit Portland, Eugene und der Hauptstadt Salem auch die drei größten Städte Oregons.

## Name
Die etymologische Herkunft und Bedeutung des Choronyms „Oregon“ sind umstritten. Der Columbia River hieß dort bei Indianern wegen der hohen Flussgeschwindigkeit „Ouragan“ (französisch Orkan, Hurrikan, Sturm), während der Wisconsin River auf Karten „Ouaricon-sink“ genannt wurde (daraus entstand der Name Wisconsin). Auch die Shoshone-Worte für „Fluss des Westens“ („ogwa pe-on“) oder „Land des Überflusses“ („oyer-un-gon“) könnten eine Quelle sein. Der Name Oregon tauchte erstmals im Jahre 1778 auf, als der Entdecker Jonathan Carver von „the Oregon or the River of the West“ (Oregon oder Fluss des Westens) schrieb, möglicherweise als Verballhornung der Worte „Ouragan“ oder „Ouaricon“.
Oregon trägt den Beinamen Beaver State (deutsch Biberstaat). Die früher dominierende Forstwirtschaft hat ihren starken Einfluss verloren, heute wird die Wirtschaft Oregons vor allem durch die Technologieunternehmen im sogenannten Silicon Forest geprägt.

## Geographie
Mit einer Fläche von 255.000 Quadratkilometern ist Oregon der neuntgrößte Bundesstaat der USA. Damit ist er etwas größer als das Vereinigte Königreich ohne Überseegebiete. Die Ost-West-Ausdehnung Oregons beträgt 640 Kilometer, während die Distanz von der nördlichen zur südlichen Grenze bei rund 580 Kilometern liegt. Annähernd 98 Prozent des Staatsgebiets des Bundesstaates ist Landfläche.
Oregon befindet sich im Nordwesten der Vereinigten Staaten (auch als Pazifischer Nordwesten bekannt). Oregons Nachbarstaaten sind Washington im Norden, Idaho im Osten sowie Nevada und Kalifornien im Süden. Im Westen liegt der Pazifische Ozean. Die nördliche Grenze bildet zum Großteil der Columbia River, einen Teil der östlichen Grenze der Snake River. Die zwei in Nord-Süd-Richtung verlaufenden Gebirgsmassive, die entlang der Küste laufende Oregon Coast Range und die Kaskadenkette, schließen das fruchtbare Willamette Valley ein. Die höchste Erhebung ist der Mount Hood mit einer Höhe von 3425 Metern über dem Meeresspiegel. Gleichzeitig ist Oregon durch die gebirgige Landschaft, die sich fast über das gesamte Staatsgebiet erstreckt, einer der höchstgelegenen Bundesstaaten der USA. Die durchschnittliche Höhe über dem Meeresspiegel liegt bei knapp über 1000 Metern.
Das westliche und nördliche Oregon ist ein fruchtbares und landwirtschaftlich ertragreiches Gebiet. Im westlichen Oregon ist die Niederschlagsmenge sehr hoch, in der im südöstlichen Teil Oregons gelegenen Hochwüste, die teilweise zum Großen Becken gehört, ist das Klima eher arid.

## Klima

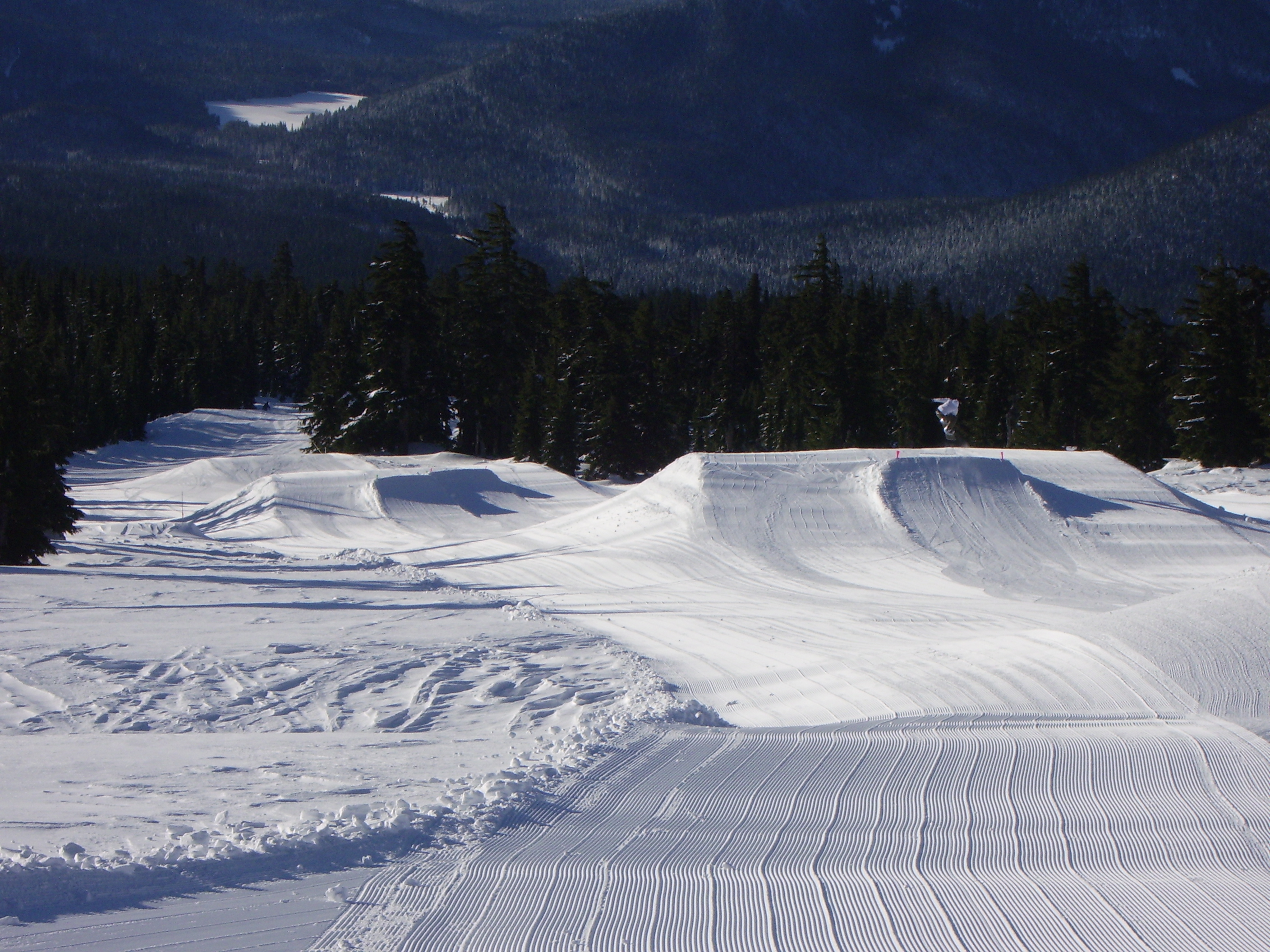
Oregon im Winter

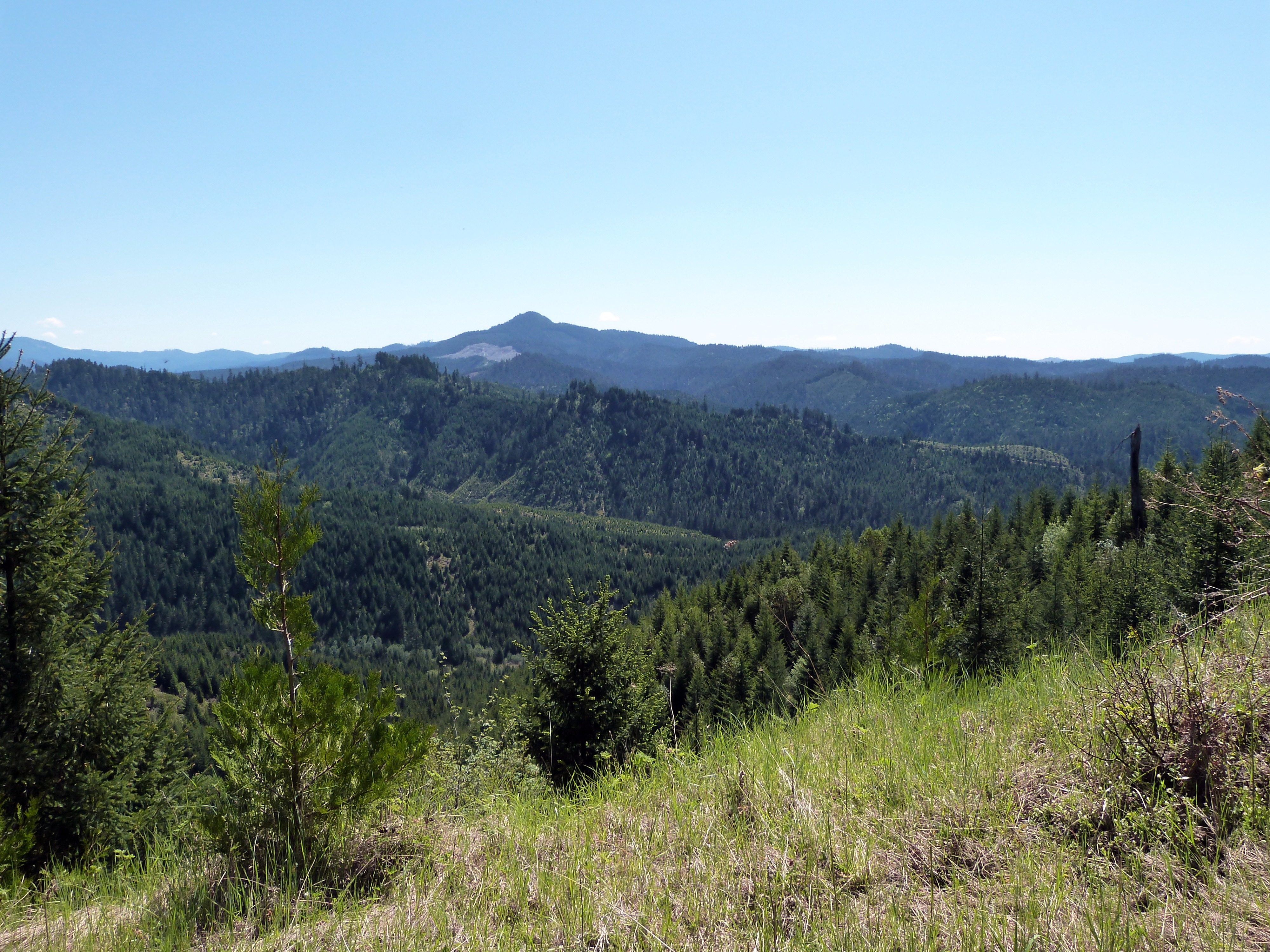
Landschaft in Oregon im Frühsommer

Das Klima in Oregon variiert von Region zu Region deutlich, insbesondere zwischen den Gebieten an der Pazifikküste und dem Hinterland. In der Küstenregion herrscht überwiegend mediterranes Klima vor. Oregon liegt jedoch in der gemäßigten Klimazone. Die Sommer fallen heiß aus und sind trocken. Die Tagestemperaturen können hier leicht auf über 30 °C steigen. Der Niederschlag konzentriert sich vor allem an der Küste auf die Wintermonate sowie das Frühjahr und den Herbst. Im Sommer regnet es nur selten. Die Winter am Pazifik sind meist mild, Frost ist an der Küste eher selten. In den Sommermonaten steigt die Meerestemperatur nicht über 12 °C. Im gebirgigen Hinterland ist das Klima jedoch von mehr Extremen geprägt. Kalte Winter mit Schneefall sind durchaus üblich, während die Sommermonate in niedrigeren Lagen häufig heiß ausfallen. Einige der höchsten Berge des Bundesstaates sind jedoch ganzjährig mit Schnee bedeckt.

## Geschichte

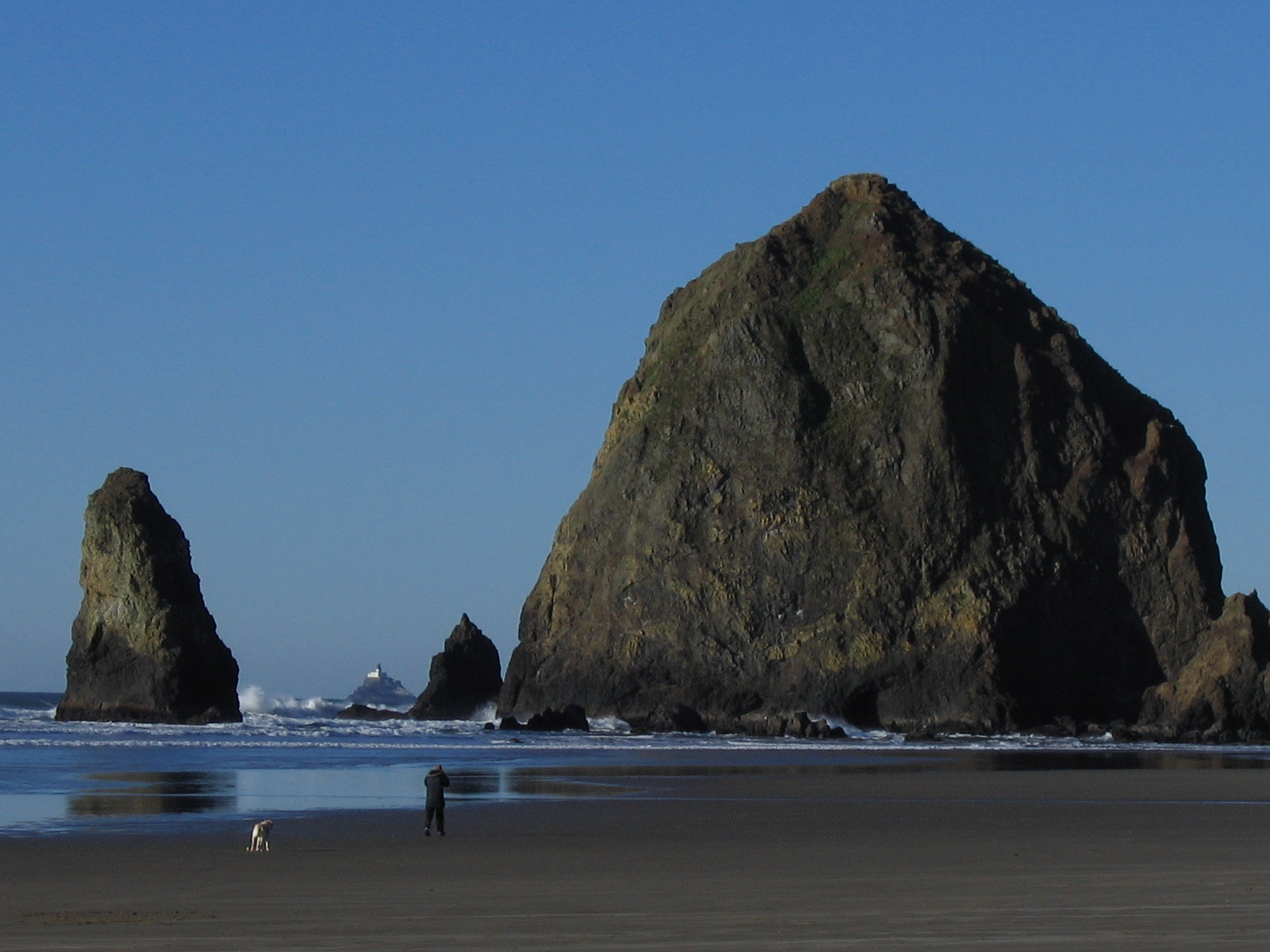
Haystack Rock bei Cannon Beach

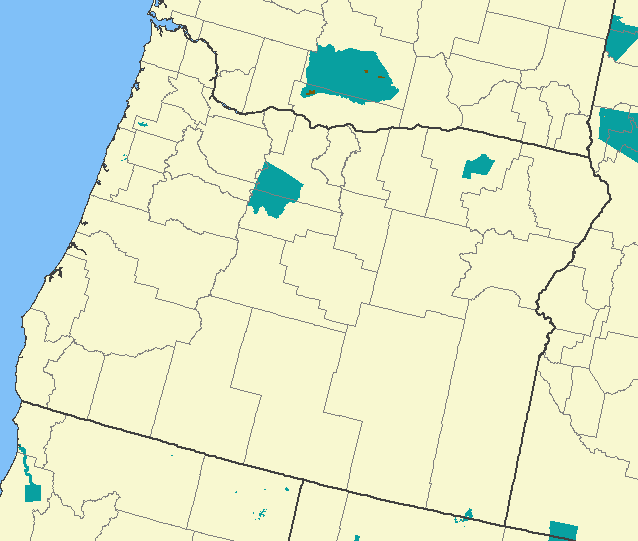
Indianerreservate in Oregon

Oregon beheimatete ursprünglich eine Vielzahl von Indianerstämmen wie die Bannock, die Chinook, die Klamath und die Nez Percé. Heute leben neun von der Bundesregierung anerkannte Stämme in Oregon.
James Cook entdeckte die Küste Oregons 1778 auf der Suche nach der Nordwestpassage. Die Expedition von Lewis und Clark reiste auf Weisung von Thomas Jefferson durch den Kontinent bis zum Pazifik, nachdem die USA die ehemals französische Kolonie Louisiana 1803 im Louisiana Purchase gekauft hatte. Dabei kamen sie auch durch das spätere Oregon und schlugen ein Winterlager an der Stelle von Fort Clatsop in der Nähe des Columbia River auf. Die Erkundung durch Lewis und Clark (1805–1806) sowie durch den britisch-kanadischen Kartographen David Thompson (1811) zeigte, dass das Gebiet für den Pelzhandel in Nordamerika von großem Interesse war, weil es große Bestände an Biber und Nerz gab. 1811 errichtete der New Yorker Investor Johann Jakob Astor das Fort Astoria an der Mündung des Columbia River, um einen Handelsposten seiner Pacific Fur Company zu gründen. Im Britisch-Amerikanischen Krieg von 1812 musste die Pacific Fur Company den Stützpunkt an die Briten abgeben, dennoch wurde Fort Astoria damit die erste dauerhafte Ansiedlung von Weißen in Oregon.
In den 1820er und den 1830er Jahren wurde das Gebiet durch die Britische Hudson’s Bay Company beherrscht. John McLoughlin, der von der Company eingesetzte Prokurator der Region, errichtete Fort Vancouver im Jahr 1825. Die Indianer der Region erhielten offenbar Kenntnis von der Vertreibung der Indianer im Osten (vgl. Pfad der Tränen) und standen der weißen Zuwanderung von Anfang an ablehnend gegenüber.
Von 1842 bis 1843 erreichten mehr Siedler Oregon. Es drohte ein erneuter Krieg zwischen den Vereinigten Staaten und Großbritannien, bis die Streitigkeiten im Oregon-Kompromiss beigelegt wurden. Aus dem amerikanischen Teil wurde 1848 das Oregon-Territorium gebildet, das in etwa die heutigen US-Bundesstaaten Washington, Oregon, Idaho und Wyoming sowie das westliche Montana umfasste. Wenige Jahre später gab es eine erneute Gebietsreform, nach der Oregon am 14. Februar 1859 als 33. Staat in die Union aufgenommen wurde.
Die damals die Vereinigten Staaten spaltende Frage der Sklaverei ließen die Autoren der Staatsverfassung Oregons von 1857 zunächst offen. Sie legten in einer Volksabstimmung drei Fragen vor: Die Annahme der Verfassung, ob die Sklaverei in Oregon zulässig sein sollte und ob freie Schwarze Bürger in Oregon sein dürften. Rund 10.300 Einwohner beteiligten sich und nahmen die Verfassung an (≈ 70 %), schlossen die Sklaverei aus (75 %) und bestimmten, dass freie Schwarze sich nicht in Oregon niederlassen durften (≈ 90 %). Die Abstimmungsergebnisse sorgten in Washington für umfangreiche Debatten, die die Aufnahme als Bundesstaat um rund 18 Monate verzögerten. Erst im Februar 1859 stimmte der Kongress dem Beitrittsantrag zu, Oregon wurde der 33. Bundesstaat und der einzige, in dem Schwarze weder als Sklaven noch als Freie zugelassen waren. Die Beschränkungen für Schwarze fielen in Oregon erst mit dem 14. Zusatzartikel zur Verfassung der Vereinigten Staaten, nachdem die Konföderierten Staaten von Amerika den Sezessionskrieg verloren hatten.
Die Rogue-River-Kriege entzündete der Kongress, als er 1850 die Landrechte aller Indianer westlich der Kaskadenkette aberkannte. Sie endeten nach mehrjährigen Kämpfen mit der Niederlage und Deportation der meisten Indianer.
In den 1880er Jahren erlebte die Region erstmals einen Aufschwung, nachdem die Eisenbahnlinien den Handel mit Holz und Weizen enorm begünstigten. Die industrielle Expansion begann mit der Errichtung des Bonneville-Staudamms 1943 zur Stauung des Columbia River.

## Bevölkerung

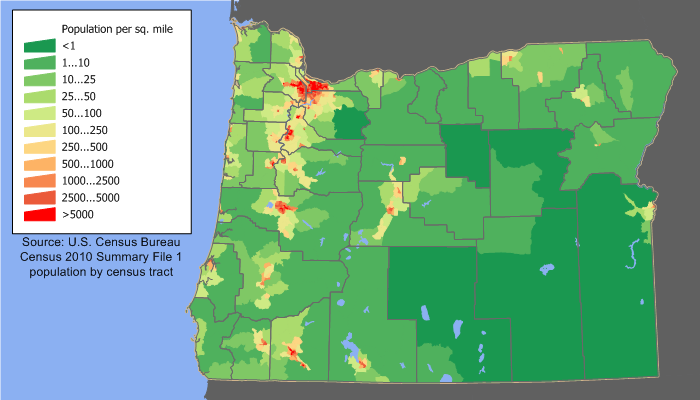
Bevölkerungsdichte

Oregon hat 4.237.256 Einwohner (Census 2020), davon sind 86,7 % Weiße, 13,4 % Hispanics, 4,9 % Asiaten, 1,8 % Indianer, 2,2 % Schwarze und Afroamerikaner, 0,5 % Hawaiianer oder andere Pazifische Insulaner.

### Alters- und Geschlechterstruktur
Die Altersstruktur von Oregon setzt sich folgendermaßen zusammen:
- bis 18 Jahre: 857.617 (23,2 %)
- 18–64 Jahre: 2.366.276 (63,9 %)
- ab 65 Jahre: 476.865 (12,9 %)

Das Medianalter beträgt 37,6 Jahre. 49,5 % der Bevölkerung sind männlich und 50,5 % sind weiblich.

### Abstammung
2014 gaben 762.620 Einwohner Oregons an, deutsche Vorfahren zu haben. Mit 19,2 % Anteil an der Gesamtbevölkerung stellen die Deutschstämmigen damit die mit weitem Abstand stärkste Bevölkerungsgruppe des Bundesstaates dar. Es folgen die Gruppen der Englisch- (11,4 %), Irisch- (11,6 %), Amerikanisch- (5,5 %) und Norwegischstämmigen (3,8 %).

### Religionen
Die mitgliederstärksten Religionsgemeinschaften waren im Jahr 2000 die verschiedenen Gruppen der evangelikalen Protestanten mit 390.973 Mitgliedern (stärkste Gruppe sind die Assemblies of God mit 49.357 Anhängern), die römisch-katholische Kirche mit 348.239, die verschiedenen weiteren protestantischen Gruppen mit 177.697 und die Kirche Jesu Christi der Heiligen der Letzten Tage mit 104.312 Anhängern.
Die Mehrzahl der Einwohner Oregons (2.350.112) gehörte jedoch keiner der oben angeführten Glaubensgemeinschaften an oder war atheistisch. Einer Umfrage zufolge sehen sich 24,6 % der Einwohner Oregons keiner Religionsgemeinschaft zugehörig oder bezeichnen sich als Agnostiker oder Atheisten; das ist der höchste Wert von allen 50 Bundesstaaten.

### Größte Städte
Die mit Abstand größte Stadt ist Portland mit 652.503 Einwohnern (Stand: 2020). Damit ist Portland nach Seattle und vor Vancouver die zweitgrößte Stadt im Pazifischen Nordwesten. Ebenfalls im Willamette-Tal liegen mit 176.654 Einwohnern Eugene und mit 175.535 Einwohnern Salem, die beiden nächstgrößten Städte. Insgesamt liegen sieben der zehn größten Städte von Oregon im Tal des Willamette River und seiner Zuflüsse. Nach dem östlich von Portland gelegenen Gresham (114.247 Einwohner im Jahr 2020) folgen mit Hillsboro (106.447) und Beaverton (97.494) die beiden Hauptorte des Silicon Forest.
| Ort         |             |  |         | Einwohner |
| Portland    | Portland    |  | 652.503 | 652.503   |
| Eugene      | Eugene      |  | 176.654 | 176.654   |
| Salem       | Salem       |  | 175.535 | 175.535   |
| Gresham     | Gresham     |  | 114.247 | 114.247   |
| Hillsboro   | Hillsboro   |  | 106.447 | 106.447   |
| Bend        | Bend        |  | 99.178  | 99.178    |
| Beaverton   | Beaverton   |  | 97.494  | 97.494    |
| Medford     | Medford     |  | 85.824  | 85.824    |
| Springfield | Springfield |  | 61.851  | 61.851    |
| Corvallis   | Corvallis   |  | 59.922  | 59.922    |
| Albany      | Albany      |  | 56.472  | 56.472    |
| Census 2020 |             |  |         |           |

## Politik

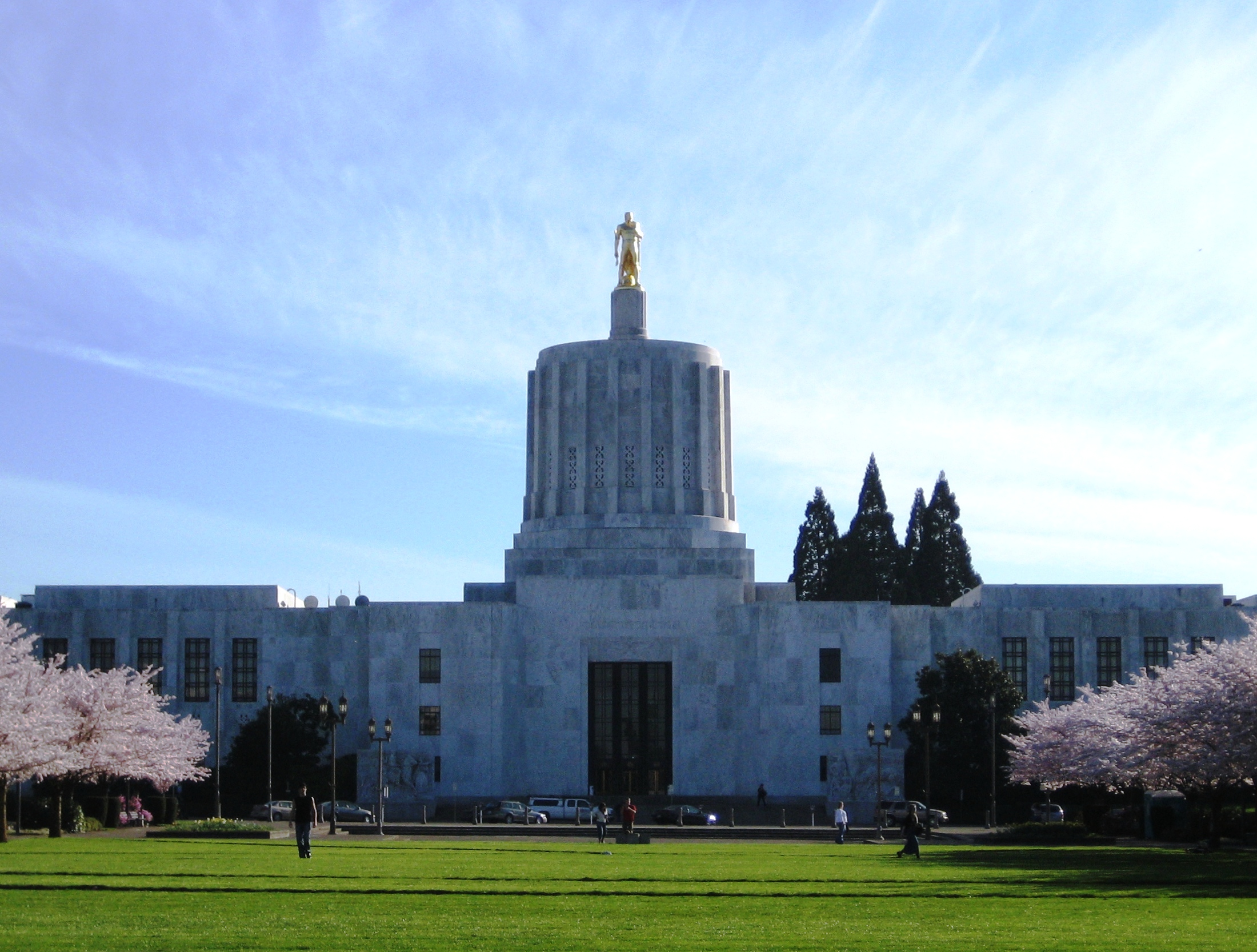
Oregon State Capitol in Salem

Der Gouverneur von Oregon regiert vier Jahre. Neben dem Senat von Oregon mit 30 Sitzen besteht das Repräsentantenhaus von Oregon mit 60 Sitzen. Oregon entsendet zwei Senatoren und fünf Abgeordnete in den Senat bzw. in das Repräsentantenhaus. Seit Januar 2023 ist Tina Kotek Gouverneurin des Bundesstaates Oregon. Oregon hat keinen Vizegouverneur; diese Funktion wird vom Secretary of State wahrgenommen.
Oregon galt bis Anfang der 2000er Jahre als Swing State, ist aber seit 1988 dem demokratischen Lager bei Präsidentschaftswahlen immer treu geblieben. Inzwischen wird Oregon als sicherer Blue State gewertet.
Mit der Initiative Greater Idaho erstrebt in den 2020er Jahren eine Anzahl ländlich geprägter Counties einen politischen Anschluss an den benachbarten Bundesstaat Idaho.
| Jahr | Republikaner    | Demokraten        |
| ---- | --------------- | ----------------- |
| 2024 | 40,97 % 919,480 | 55,27 % 1.240.600 |
| 2020 | 40,37 % 958.448 | 56,45 % 1.340.383 |
| 2016 | 39,09 % 782.403 | 50,07 % 1.002.106 |
| 2012 | 42,15 % 754.175 | 54,24 % 0.970.488 |
| 2008 | 40,40 % 738.475 | 56,75 % 1.037.291 |
| 2004 | 47,19 % 866.831 | 51,35 % 0.943.163 |
| 2000 | 46,52 % 713.577 | 46,96 % 0.720.342 |

### Gouverneure
- Liste der Gouverneure von Oregon

### Kongress
- Liste der US-Senatoren aus Oregon
- Liste der Mitglieder des US-Repräsentantenhauses aus Oregon

### Mitglieder im 119. Kongress
|  | Name                   | Mitglied seit | Parteizugehörigkeit |
|  | ---------------------- | ------------- | ------------------- |
|  | Suzanne Marie Bonamici | 2012          | Demokrat            |
|  | Cliff Stewart Bentz    | 2021          | Republikaner        |
|  | Maxine Dexter          | 2025          | Demokrat            |
|  | Val Hoyle              | 2023          | Demokrat            |
|  | Janelle Bynum          | 2025          | Demokrat            |
|  | Andrea Salinas         | 2023          | Demokrat            |

|  | Name                 | Mitglied seit | Parteizugehörigkeit |
|  | -------------------- | ------------- | ------------------- |
|  | Jeffrey Alan Merkley | 2009          | Demokrat            |
|  | Ronald Lee Wyden     | 1995          | Demokrat            |

### Verwaltungsgliederung
- Liste der Countys in Oregon

### Todesstrafe
Von 1981 bis 1984 war die Todesstrafe in Oregon verboten. Nach der Wiedereinführung wurden 1996 und 1997 je ein Mörder hingerichtet; beide hatten auf Rechtsmittel verzichtet. 2011 verhängte der damalige Gouverneur John Kitzhaber ein Moratorium. Seine Nachfolgerin, Kate Brown, führte dieses weiter und unterzeichnete 2019 ein Gesetz, das die Anwendung der Todesstrafe auf vier Fälle beschränkt:
- Akte von Terrorismus durch organisierte Gruppen, bei denen mindestens zwei Menschen getötet werden
- Mord an einem Kind, das jünger als 14 Jahre ist
- Morde im Gefängnis, die von Häftlingen begangen werden, die schon wegen eines anderen Mordes einsitzen
- Mord an einem Polizisten oder Gefängniswärter

Im Dezember 2022 wandelte die scheidende Gouverneurin Kate Brown alle bisherigen Todesurteile (17) in lebenslange Haftstrafen um. Ihre Nachfolgerin, Tina Kotek, kündigte an, das Moratorium fortführen zu wollen.
Da die Todesstrafe durch ein Referendum wiedereingeführt wurde, kann sie auch nur durch ein solches formell wieder abgeschafft werden, aber dazu fehlt zurzeit die Mehrheit.

### Drogenpolitik
Oregon war der zweite Bundesstaat in den USA, der medizinisches Cannabis legalisiert hat (1998). Freizeitcannabis, einschließlich des Verkaufs, wurde nach einem Referendum (Measure 91) 2015 legalisiert. Konkret ist Personen ab 21 Jahren der Besitz einer Unze Marihuana (ca. 28 Gramm) in der Öffentlichkeit erlaubt, im Privatbereich sind 8 Unzen Marihuana gestattet (ca. 227 Gramm). Der öffentliche Konsum ist verboten.
Parallel zur Präsidentschaftswahl am 3. November 2020 stimmten die Einwohner von Oregon in einem Referendum   für eine Entkriminalisierung von harten Drogen. Seit dem 1. Februar 2021 wurde bei Konsumenten eine geringe Menge nur noch wie eine Ordnungswidrigkeit gehandhabt. Die Folgen wurden eher negativ beurteilt. So stieg die Zahl der an Überdosen verstorbenen Einwohner im Jahr 2021 deutlich stärker an als im Rest der USA, der jedoch ebenfalls einen Anstieg verzeichnete. Im September 2024 wurde die Regelung wieder aufgehoben.

## Kultur und Sehenswürdigkeiten

### Naturdenkmäler

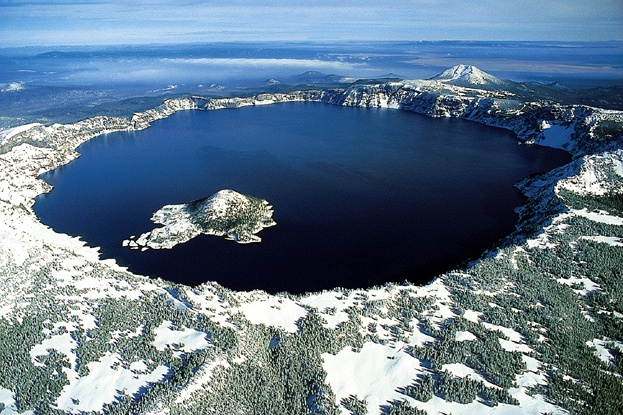
Crater Lake

Mehr als die Hälfte der Fläche Oregons befindet sich im Besitz des Bundes. Einziger Nationalpark ist der Crater-Lake-Nationalpark im Süden des Staates. Zentrale Sehenswürdigkeit ist der Kratersee, der sich in der Caldera des Vulkans Mount Mazama gebildet hat. 468.958 Besucher wurden 2007 im 1902 gegründeten Nationalpark gezählt.
National Monuments in Oregon sind

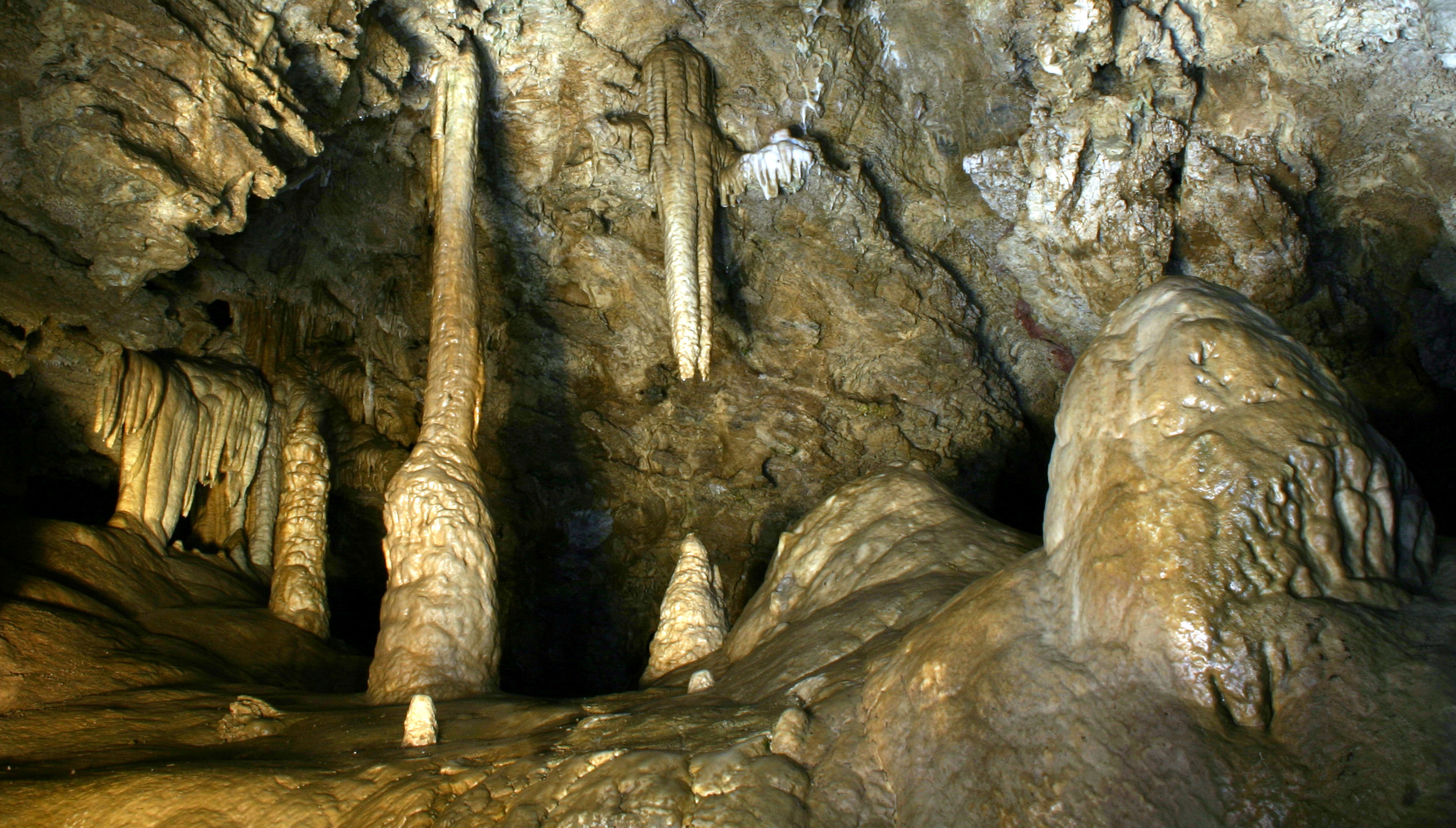
Oregon Caves National Monument.

- Cascade-Siskiyou National Monument
- John Day Fossil Beds National Monument
- Newberry National Volcanic Monument
- Oregon Caves National Monument

Zudem gibt es in Oregon einen National Geologic Trail (Ice Age Floods National Geologic Trail) und elf National Natural Landmarks (Stand 30. September 2017).
Die State Parks in Oregon werden vom Oregon Parks and Recreation Department verwaltet. In Oregon gibt es 228 State Parks mit einer Gesamtfläche von mehr als 381 km². 170 Parks sind für Besucher mit Sanitäranlagen, Parkplätzen und anderen Einrichtungen erschlossen.

### Kulturdenkmäler

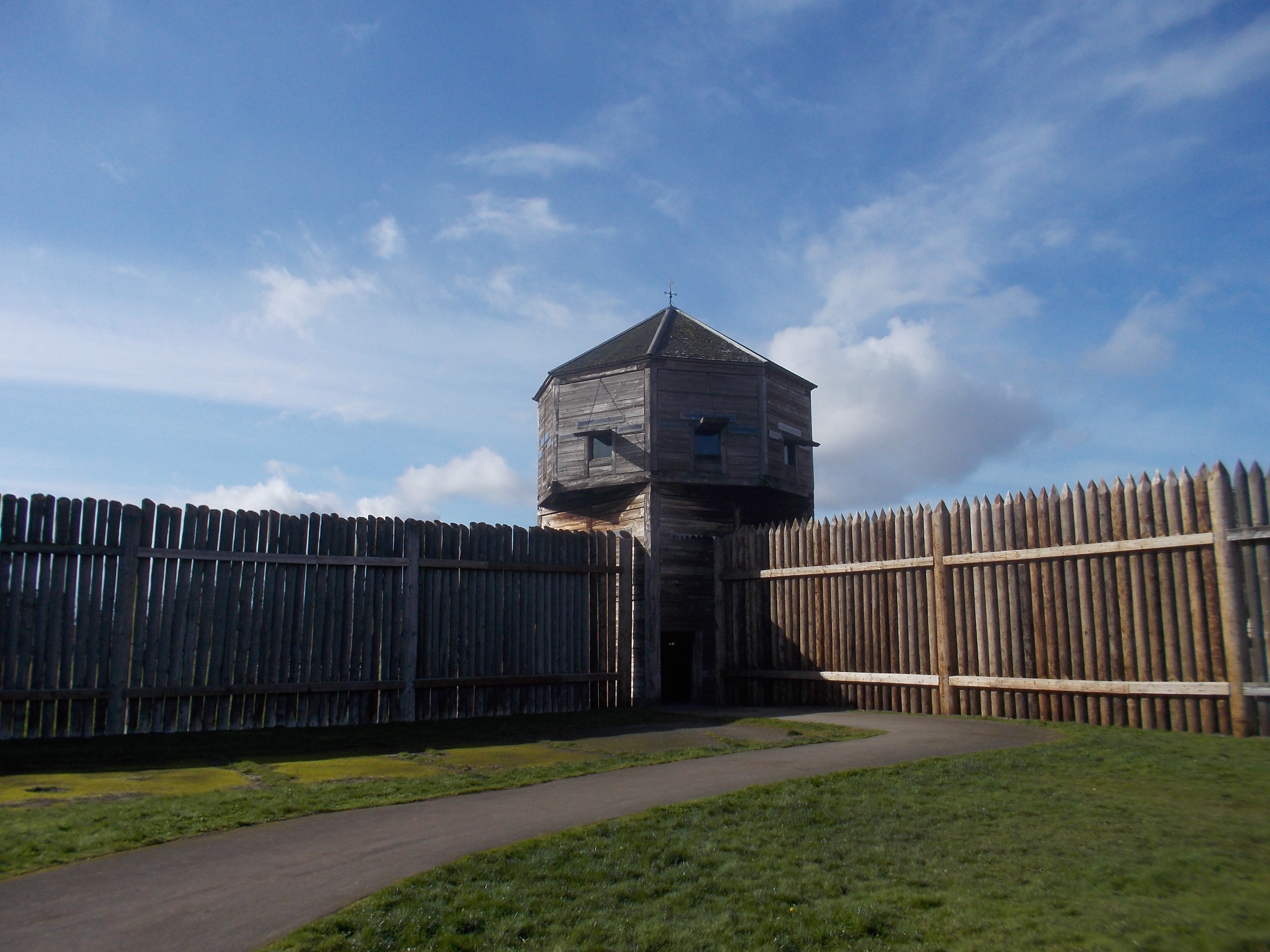
Fort Vancouver (2018)

Der National Park Service weist für Oregon drei National Historic Trails, zwei National Historical Parks und eine National Historic Site aus:
- California Trail
- Lewis and Clark National Historic Trail
- Oregon Trail
- Lewis and Clark National Historical Park
- Nez Perce National Historical Park
- Fort Vancouver

Hinzu kommen 17 National Historic Landmarks sowie 2040 Bauwerke und Stätten, die im National Register of Historic Places eingetragen sind (Stand 30. September 2017).

## Wirtschaft und Infrastruktur
Das reale Bruttoinlandsprodukt pro Kopf lag 2016 bei 55.411 Dollar (nationaler Durchschnitt der 50 US-Bundesstaaten: 57.118; bundesweiter Rang: 23). Die Arbeitslosenrate lag im November 2017 bei 4,2 % (Landesdurchschnitt: 4,1 %).
Wichtige Erzeugnisse sind Douglasien, Gras (Rollrasen, Grassamen), Columbia-River-Lachse, Obst und Getreide. Auf dem Columbiaplateau ist der Ackerbau auf künstlich bewässerte Gebiete beschränkt.
Bis in die 1980er Jahre war der Test- und Messgerätehersteller Tektronix die Firma mit den meisten Beschäftigten. Tektronix spielte eine Vorreiterrolle bei der Bildung des sogenannten Silicon Forest, einer Region im Nordwesten Oregons und Südwesten Washingtons, in der sich besonders in den 1980er und 1990er Jahren zahlreiche Technologieunternehmen niederließen. Dazu zählt der Halbleiterhersteller Intel, der in Hillsboro vier Fabriken mit insgesamt 16.000 Beschäftigten betreibt. Weitere Firmen mit Niederlassungen bzw. Fabriken im Silicon Forest sind beispielsweise Sun Microsystems, IBM, Hewlett-Packard, Xerox, Yahoo!, Mentor Graphics, Lattice Semiconductor Corporation und Novellus Systems.
Die Sportartikelhersteller Nike (in Beaverton) und Columbia Sportswear (in Portland) haben ihren Sitz in Oregon, Adidas hat dort einen seiner Haupt-Standorte (Portland). Weitere wichtige Wirtschaftszweige sind die Holzwirtschaft, Nahrungsmittel- (→ siehe auch den Artikel Weinbau in Oregon) und Aluminiumindustrie sowie der Tourismus.
Wie Alaska, Delaware, Montana und New Hampshire erhebt Oregon keine Umsatzsteuer.

## Bildung
Die wichtigsten staatlichen Hochschulen sind die University of Oregon, die Oregon State University und die Portland State University. Weitere Hochschulen sind in der Liste der Universitäten in Oregon verzeichnet.